# Natividade (Christus)
Natividade é uma pintura devocional, a óleo sobre madeira, de meados da década de 1450, do pintor flamengo Petrus Christus. Mostra uma cena da Natividade, com arcadas em grisaille e relevos esculpidos em trompe-l'oeil. Christus foi influenciado pela primeira geração de artistas flamengos, nomeadamente Jan van Eyck e Rogier van der Weyden, e o painel apresenta as características da simplicidade e do naturalismo artísticos daquele período. O enquadramento com utilização de arcadas é característico de van der Weyden, sendo provável que o Altar de São João e o Retábulo de Miraflores tenham servido de inspiração para esta pintura. Mesmo assim, Christus adapta esses motivos pictóricos com uma sensibilidade única em meados do século XV, e o invulgar painel de grande dimensão — talvez o painel central de um retábulo tríptico — é rico em nuances e visualmente complexo. A pintura revela a sua habitual harmonia na composição e utilização de perspetiva de um único ponto de fuga, especialmente evidentes nas formas geométricas do tecto do barracão, e emprego de cores marcantes. É um dos trabalhos mais importantes de Christus. Max Friedländer atribuiu a pintura a Christus em 1930, concluindo que "no âmbito e importância, [ela] é superior a todos os trabalhos conhecidos deste mestre".
A atmosfera geral da pintura é de simplicidade, serenidade e uma sofisticação discreta. Reflecte as características do movimento Devotio Moderna do século XIV e contém uma complexa simbologia cristã, justapondo, de forma subtil, iconografia do Antigo e Novo Testamentos. As figuras esculpidas na arcada descrevem cenas bíblicas de pecado e punição, marcando o advento de Cristo com uma mensagem exagerada da "Queda e Redenção da Humanidade". No interior da arcada, rodeada por quatro anjos, encontra-se a Sagrada Família; mais atrás, uma paisagem estende-se pelo fundo da pintura.
Os historiadores de arte estimam que a data de conclusão do painel se situa entre as décadas de 1440 e 1460, sendo o ano de 1455 o mais provável. A pintura foi adquirida por Andrew Mellon nos anos 1930 e foi uma das centenas, da sua colecção pessoal, que foram doadas à Galeria Nacional de Arte em Washington. Sofreu alguns danos ao longo do tempo, tendo sido restaurada no início da década de 1990 para uma exposição no Metropolitan Museum of Art.

## Descrição
O painel, pintado sobre quatro pranchas de madeira de carvalho, mede 127,6 cm × 94,9 cm, uma dimensão invulgarmente grande para uma pintura flamenga de painel único do século XV. Apesar de não haver evidências de painéis laterais em falta, a sua dimensão sugere estar-se em presença do painel central de um retábulo de um grande tríptico. O historiador de arte Joel Upton escreveu que, com o seu tamanho, estilo, tom e composição, Christus pintou "uma imagem devocional de dimensões monumentais". A distinção entre as figuras e o espaço em seu redor é característica de Christus, tal como a perspectiva com um único ponto de fuga, a serena e calma paisagem de fundo e aquilo que Upton descreve como as "figuras fascinantes e semelhantes a bonecos que constituem as personagens".

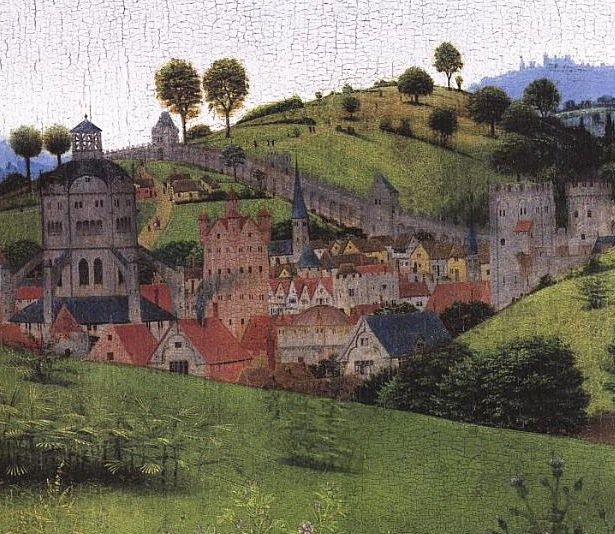
Detalhe do fundo da pintura (com um padrão aparente de pequenas rachas) mostrando uma cidade flamenga do século XV, com duas estruturas com cúpulas que representam Jerusalém

O Nascimento de Jesus tem lugar num telheiro ladeado por dois pilares e uma arcada, os quais são representados em grisaille a imitar esculturas. Cada pilar é suportado na base por uma figura corcunda em relevo (atlante), a qual sustenta o peso nos ombros. Em cada um dos pilares estão presentes estátuas de Adão e Eva — Adão à esquerda e Eva à direita. As duas estruturas estão unidas por uma soleira em mármore. Nos cantos superiores do arco estão duas enjuntas; as arquivoltas contêm seis cenas bíblicas do Génesis, em relevo, mostrando a Queda do homem. Duas são de Adão e Eva: a sua expulsão do paraíso e Adão a cultivar o solo. As outras são de Caim e Abel: o seu sacrifício a Deus; Caim a matar Abel; Deus a aparecer a Abel; e Caim expulso para a Terra de Nod.
No telheiro, Maria e José partilham de um momento privado, intenso, antes da  Anunciação aos pastores do nascimento do Menino Jesus. A sua representação é feita em cores brilhantes. Maria usa um longo vestido azul e José uma capa de linho verde e vermelha sobre uma veste castanha. José segura o seu chapéu com as mãos, e os seus tamancos estão no chão, em sinal de respeito. Eles olham com reverência para o recém-nascido que se encontra na base do vestido de Maria. A imagem de Maria apresenta os sinais característicos das pinturas mais tardias de Christus, como a doçura e a suavidade, e é muito semelhante à sua Virgem da Árvore Seca, de acordo com Maryan Ainsworth. Ajoelhados em adoração, de cada lado, estão quatro pequenos anjos.
Nos estábulos, podem observar-se animais. Atrás deles, está um muro em ruínas com três janelas baixas de estilo romanesco. Nesse muro, encontram-se quatro pastores, vestidos da forma contemporânea do século XV, que conversam amigavelmente, a olhar para dentro do telheiro. Dois estão posicionados à esquerda e dois à direita; em cada um dos pares, um deles está vestido de vermelho e o outro de azul. Atrás do telheiro, pode ver-se uma pequena colina onde dois pastores acompanham um rebanho de ovelhas ao longo de um caminho e, mais atrás, Christus pintou uma cidade flamenga com duas estruturas com cúpulas, ao centro, que simbolizam Jerusalém e a Paixão de Cristo. O edifício mais alto encontra-se no Santo Sepulcro, em Jerusalém; uma réplica, construída pela família Adornes em Bruges, em 1427, foi designada por Capela de Jerusalém. Um bando de gansos a voar alto no céu pode ser visto através das treliças do telhado.
A luz entra no barracão, vinda de fora, através das janelas. As sombras projectadas sugerem o amanhecer de um novo dia. Os quatro pastores estão posicionados tanto à luz como na sombra, como se pode observar na face no segundo homem à direita. Neste caso, Christus utiliza uma técnica óptica dos trabalhos dos seus antecessores Jan van Eyck e Rogier van der Weyden, mas vai mais além e é mais completo na utilização da luz, a qual a professora de arte Lola Gellman descreve como "não havendo igual no passado da arte".

## Iconografia
O painel é rico em iconografia cristã,  o que reflecte a mudança nas atitudes religiosas para uma devoção mais meditativa e solitária, no século XIV, podendo destacar-se, como exemplo, o movimento Devotio Moderna. A pintura é devocional; a sua iconografia justapõe as imagens do Antigo e Novo Testamento com temas de castigo e redenção, contra a crença de que é possível uma segunda oportunidade através do nascimento de Cristo.

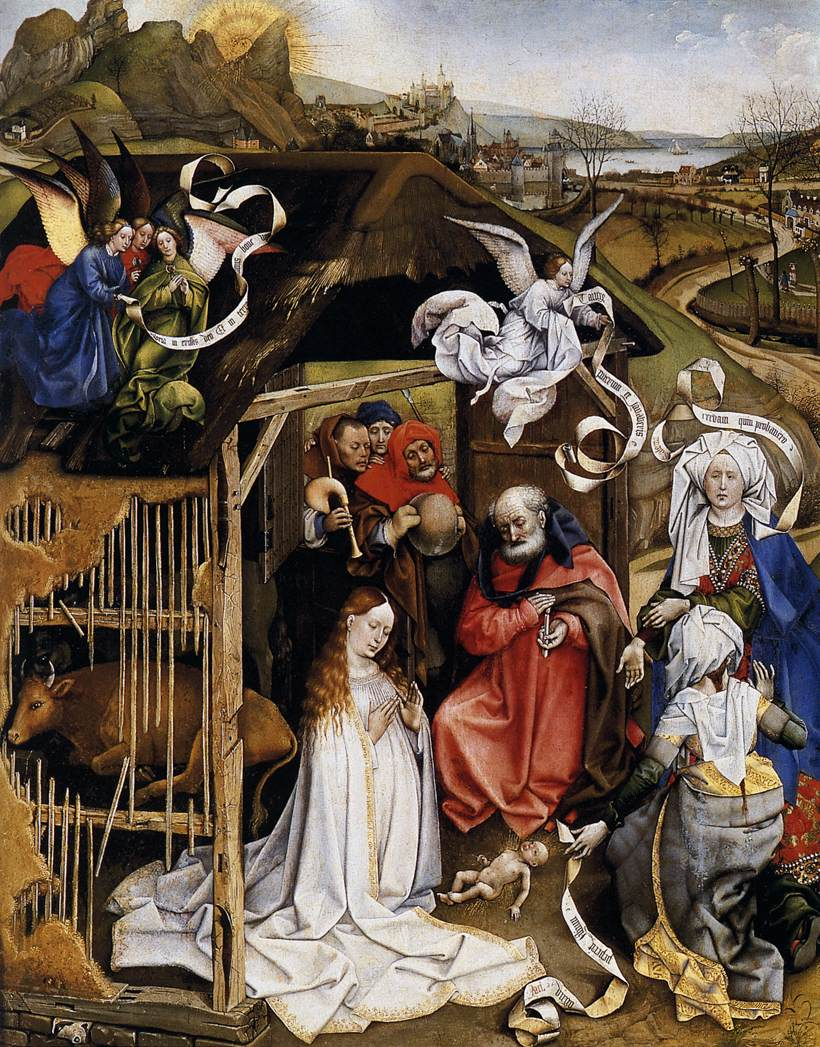
A Natividade de Robert Campin, c. 1420, mostra o episódio de acordo com a visão de Santa Brígida.

As representações da Natividade mudaram significativamente na sequência das visões de Santa Brígida. Segundo Upton, a cena "tornou-se uma fonte de recompensa emocional para a fé pessoal, uma perspectiva privada em resposta à contemplação de cada indivíduo". Na versão de Santa Brígida, Maria não dá à luz numa cama. O parto ocorre numa cave onde, vestida de branco, Maria está ajoelhada, ou de pé, em devoção perante o recém-nascido que se encontra no chão. José segura numa vela para iluminar o nascimento. A Natividade, de Robert Campin (c. 1420), é representativa da narrativa de Brígida; a cave foi substituída por um telheiro com animais, e Maria está acompanhada por ajudantes femininas, enquanto os anjos e os pastores regozijam. Christus simplifica a narrativa: retirou as mulheres e passou os animais para o fundo da pintura. O vestido branco de Maria é substituído por um em azul escuro. A sua Natividade é sombria e subjugada, representativa da "calma austera e adoração atemporal".
A Natividade transmite tanto os temas do Velho Testamento relativos a pecado e punição, como a doutrina do sacrifício e redenção do Novo Testamento. Embora Adão e Eva, em cada lado da arcada, sugiram estes temas no Retábulo de Ghent de van Eyck, as pinturas diferem de forma significativa. Aqui, eles são pintados em estátuas grisaille contrastando com a versão realista de van Eyck; e, diferente de van Eyck, neste trabalho Adão e Eva mostram vergonha ao esconder a sua nudez. O pecado e o conflito terrenos, a raiva e a vingança, estão representados nos guerreiros dos tímpanos, nos cantos, e significam que o nascimento de Cristo traria um fim a estes sentimentos.
Os temas de redenção e punição são mais explorados nas seis cenas da arcada, onde os relevos mostram os acontecimentos de Génesis 4:1-16 (da esquerda para a direita): o anjo de Deus a expulsar Adão e Eva do Jardim do Éden; a vida depois da expulsão "quando Adão voltou a trabalhar na terra, e Eva voltou aos trabalhos domésticos"; os sacrifícios de Caim e Abel; Caim a matar Abel; (no topo) Deus a banir Caim; Caim a despedir-se dos seus pais, ou, talvez, do seu irmão Set, que parte em busca da Árvore da vida, uma lenda judaica do Apocalipse de Moisés, um trabalho pseudepigráfico da antiguidade.

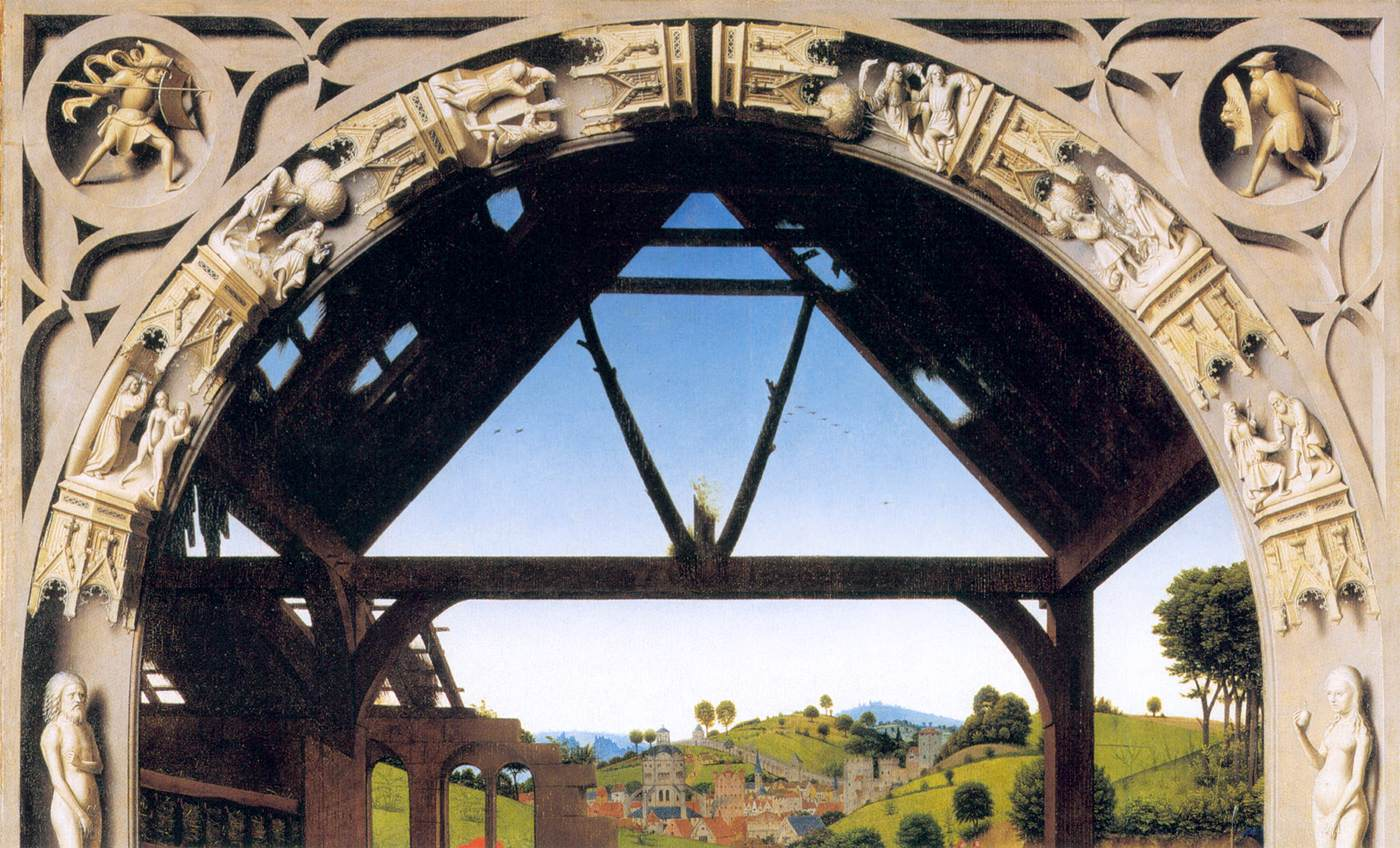
Os dois relevos no topo da arcada mostram cenas de sacrifício e punição.

Os dois relevos no topo da arcada, a qual tem um papel central para direccionar a atenção do observador, e funciona como pedra angular, chamam à atenção para a justaposição de temas do Velho e do Novo Testamentos. O relevo da esquerda mostra o sacrifício de Caim e Abel a Deus; à direita, Caim comete o pecado da morte, o qual Deus pune. Os dois relevos também funcionam como um medidor do tempo, levando o observador directamente para o momento do nascimento de Cristo, e da redenção da humanidade, o que ocorre por baixo, no telheiro. O espectador é recordado de que a humanidade tem que se sacrificar a Cristo, deitado mais abaixo, ou arrisca o castigo e a expulsão da igreja, tal como Deus expulsou Caim. A queda do homem, retratada na arcada, lembra ao observador a "necessidade do sacrifício de Cristo".
O semicírculo em pedra, a seguir ao degrau da entrada, serve de mensagem ao observador para abandonar o pecado. Além disso, o observador tem de atingir um entendimento total do significado do evento, alcançado com os dois grupos de pastores na parte de trás do telheiro. Dois deles têm uma atitude activa, e os outros dois passiva. O homem vestido de azul, à esquerda, está a ouvir; o homem de azul, à direita, está a observar, enquanto os seus pares em vermelho nada fazem. Apesar de estarem a olhar e a ouvir, os dois homens de azul não parecem estar a entender o que se está a passar. Upton explica que o observador medieval teria compreendido, na iconografia que Christus apresenta, "homem que ouve sem escutar, e olha sem ver". O espectador deve compreender a mensagem e iconografia da pintura, para entender por completo o significado da chegada de Cristo, para ver e ouvir a palavra de Deus, e para obedecer aos desejos de Deus.
O tufo de erva que surge na zona central do tecto, por cima das figuras sagradas e do corpo do menino, tem vários significados. Embora a erva esteja representada de forma natural, é quase certo que Christus a colocou ali pelo seu valor simbólico; o seu posicionamento sugere que ele terá seguido um programa de iconografia dissimulada. O seu mais óbvio significado é o de uma nova vida e um novo início. A um nível secular, o tufo de erva pode indicar que Christus pertenceu à Confraria da Árvore Seca, à qual ele se associou por volta de 1462–63. nota de rodapé|Christus e a sua esposa surgem listados na confraria como membros em 1462; em 1463, aparecem na lista de novos membros. A irmandade tinha grande prestígio, e incluía vários membros da nobreza borgonha como Filipe III e a sua esposa Isabel de Portugal, mercadores estrangeiros abastados e membros das classes altas de Bruges. O tufo também simboliza  a Árvore da Vida, e Upton pensa que, ao colocá-lo naquele sítio, Christus "dá ênfase à lenda" do terceiro filho de Adão, Set, cuja procura de um ramo era uma história popular no período medieval. Para além disso, faz alusão a Moisés e ao arbusto ardente. De acordo com Upton, na Natividade José assume o papel protector e de portador de leis de Moisés; tal como José, que retirou os seus tamancos na presença de Cristo, Moisés tirou os seus sapatos na presença do arbusto.
A cena tem por objectivo representar uma Missa — os anjos estão vestidos com vestes eucarísticas, e aqueles mais à direita usam o pluvial de diácono. Nenhum veste a casula de celebrante, sugerindo que Cristo é o sacerdote. O telhado do telheiro é um cibório sobre um altar. Por volta do século XVII, foi acrescentada à pintura uma patena em ouro, depois retirada, na qual se encontrava o menino, mostrando, claramente, Jesus como a hóstia da Eucaristia. Maria, José e os anjos são os primeiros a adorar o Menino, e o telheiro "passa a ser o altar da primeira missa". Upton clarifica que, dentro do contexto da primeira missa, a iconografia torna-se mais claramente definida.

## Composição
Christus foi o primeiro pintor flamengo a alcançar a mestria nas estritas regras de composição matemática com a utilização da sua ortogonalidade, criando, assim, uma perspectiva homogénea. O conceito de composição "tendo por base a perspectiva unificada" foi um esforço pioneiro de Christus, apesar de ele ter ido buscar influências aos primeiros mestres. Em termos de composição, a Natividade é um dos trabalhos mais complexos e importantes de Christus. Ainsworth afirma que está magistralmente integrado com a utilização da cor. Imagens em raios-X revelaram que ele desenhou, cuidadosamente, linhas ortogonais, antes de aplicar a tinta, para indicar onde é que o eixo horizontal e o vertical se cruzam, ao nível da cabeça das figuras, e utilizou uma bússola para desenhar os tímpanos.
A pintura contém várias construções geométricas. O telhado das treliças do telheiro forma uma série de triângulos que, por sua vez, ligam as linhas que se juntam à base dos pedestais e às vigas. Estes estão à volta da Sagrada Família, cuja forma tem um padrão inverso. De acordo com o historiador de arte Lawrence Steefel, "o detalhe cria um padrão quase emblemático de triângulos repetidos, os quais estabelecem um esquema uniforme por cima e por baixo da estrutura do telhado e da disposição das figuras". Upton escreve que "é claramente visível um diamante" no interior do ponto mais elevado do telhado. Dali, ele estende-se até Eva, e o ponto mais baixo é formado onde a criança se encontra no chão. A partir deste ponto, continua até Adão, e até ao telhado. "Esta forma de diamante," refere Upton, "complementada pelo rectângulo no seu interior, formada pelos suportes do telheiro, a base do triângulo e a linha de chão no telheiro, circunscreve o acontecimento principal da pintura".

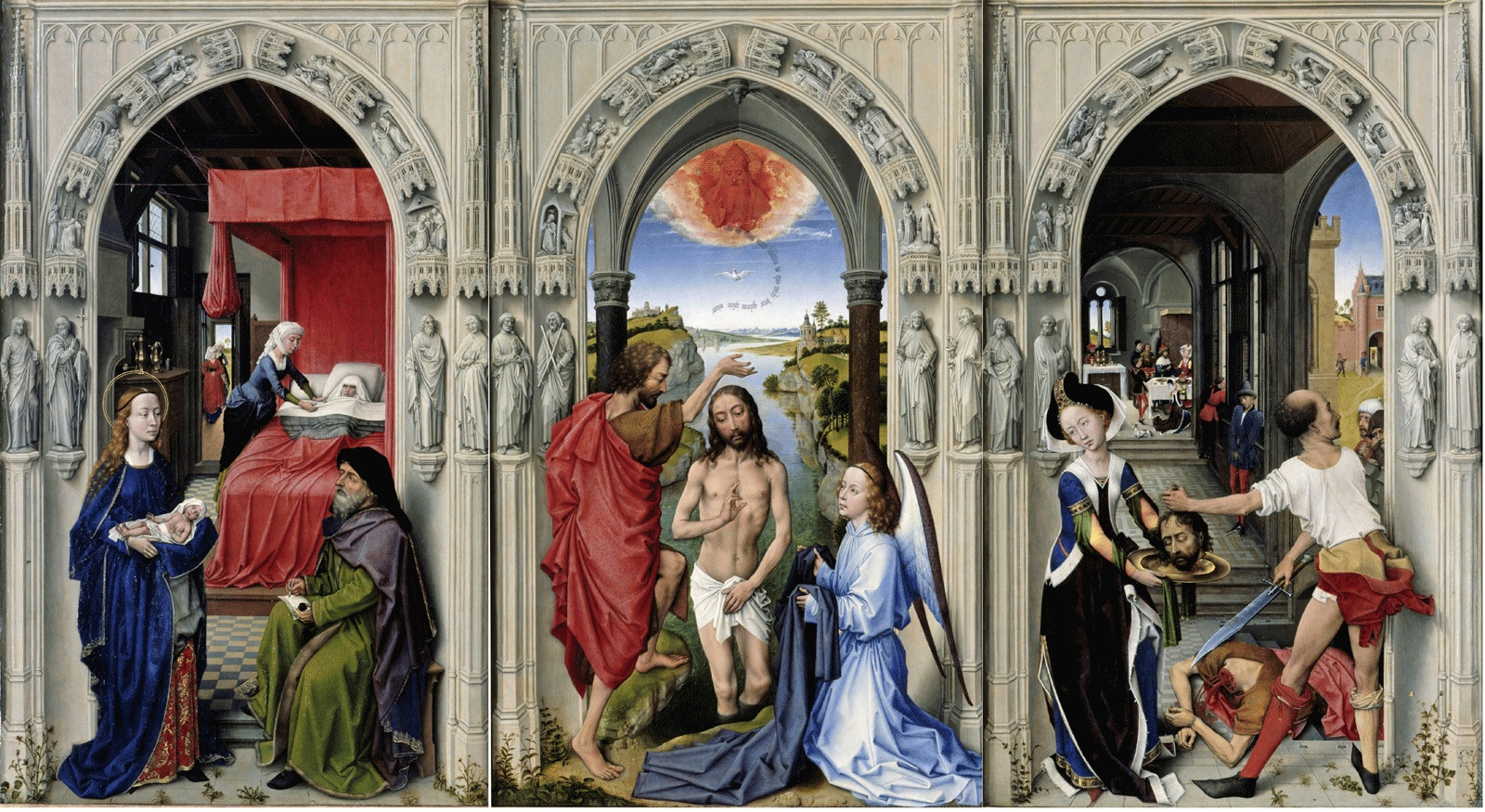
Relevos das arcadas do Altar de São João, c. 1455, de Rogier van der Weyden. Gemäldegalerie, Berlim

A delimitação espacial e temporal das esferas terrestre e celeste é habitual na arte flamenga na forma de molduras ou na representação de arcos. Nesta pintura, a fronteira é alcançada pela arcada grisaille, uma reminiscência muito acentuada do trabalho de van der Weyden. Os historiadores de arte pensam que Christus terá imitado o Altar de São João (c. 1455). Em vez de se ter meramente limitado a imitar, Christus inovou e continuou a utilizar os motivos em arco de van der Weyden; o seu arco terá o papel de abertura, ou de ecrã, para o espectador poder observar o interior do espaço sagrado, em vez de uma simples moldura nas quais as figuras estão posicionadas em linha ou sob o arco. As diferentes pedras posicionadas na base da pintura, diz Upton, dão ênfase ao seu papel: "é uma abertura pela qual todos entram: um verdadeiro portal para a pintura ... No entanto, como este arco está pintado em grisaille, de forma diferente do resto do painel, tem de ser visto como uma entidade diferente, tal como uma margem muito elaborada numa página de um manuscrito". As sombras originadas pelas figuras em grisaille acentuam "o seu papel de diafragma entre o espaço real e o ilusório".

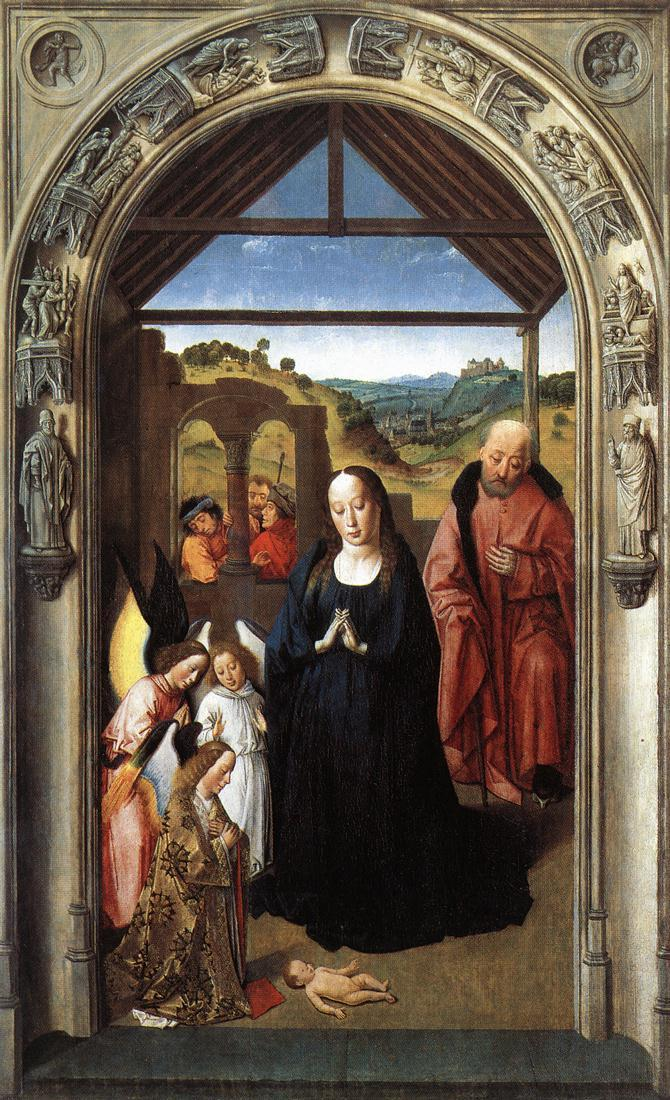
Painel central do Retábulo de Maria de Dirck Bouts, c. 1445. Esta peça é semelhante em estilo à Natividade de Christus.

Uma arcada muito semelhante pode ser vista no Retábulo de Maria (c. 1445) de Dirck Bouts, que inclui tímpanos com guerreiros. Os historiadores de arte não têm a certeza sobre qual foi pintado mais cedo — a Natividade de Christus ou o retábulo de Bouts. De forma semelhante, os trípticos com arcos de van der Weyden foram realizados aproximadamente no mesmo período, mas os historiadores estão mais seguros de que o desenho das arquivoltas de Rogier são anteriores. De forma diferente de Bouts e van der Weyden, pensa-se que Christus terá utilizado os arcos para abranger uma única cena, incorporando todas as personagens principais dentro do mesmo, em vez de uma série de cenas interligadas no interior de arcadas separadas.
A arcada, contudo, é apenas um prelúdio para as complexas divisões. O espaço ocupado pela Sagrada Família é um terreno sagrado. Maria, José, o Menino Jesus e os quatro anjos ocupam um espaço delimitado à frente pela arcada e, atrás, pela parede. As figuras estão posicionadas em semicírculo à volta de Cristo, fazendo lembrar o semicírculo de pedras colocadas directamente no interior da entrada. Maria e José encontram-se entre coloridas colunas verticais de pórfiro aos lados, e entre estátuas de Adão e Eva. As traseiras do telheiro onde estão os quatro homens, o pequeno vale com os pastores, a cidade e a paisagem de fundo também têm uma natureza espacial discreta, o que cria um "movimento estável ao longo do espaço, em vez de uma mudança mais abrupta entre o primeiro plano e o fundo distante habitual na pintura flamenga". Estes elementos também têm o papel de rodear a Sagrada Família, ao mesmo tempo que impedem que esta fique isolada do mundo. Ainsworth escreve que a "mensagem da pintura surge silenciosamente a partir do estrito e correcto, em termos de perspectiva, espaço construído para prender a atenção do observador". Upton concorda, e explica que a utilização de elementos geométricos dá ênfase ao ponto focal, o qual "se localiza abaixo do horizonte, exactamente no centro do painel", uma perspectiva que teria dado ao observador do século XV, enquanto ajoelhado em frente da pintura, uma "sensação de relação física entre o real acto de oração e o seu ideal".

## Datação e condição

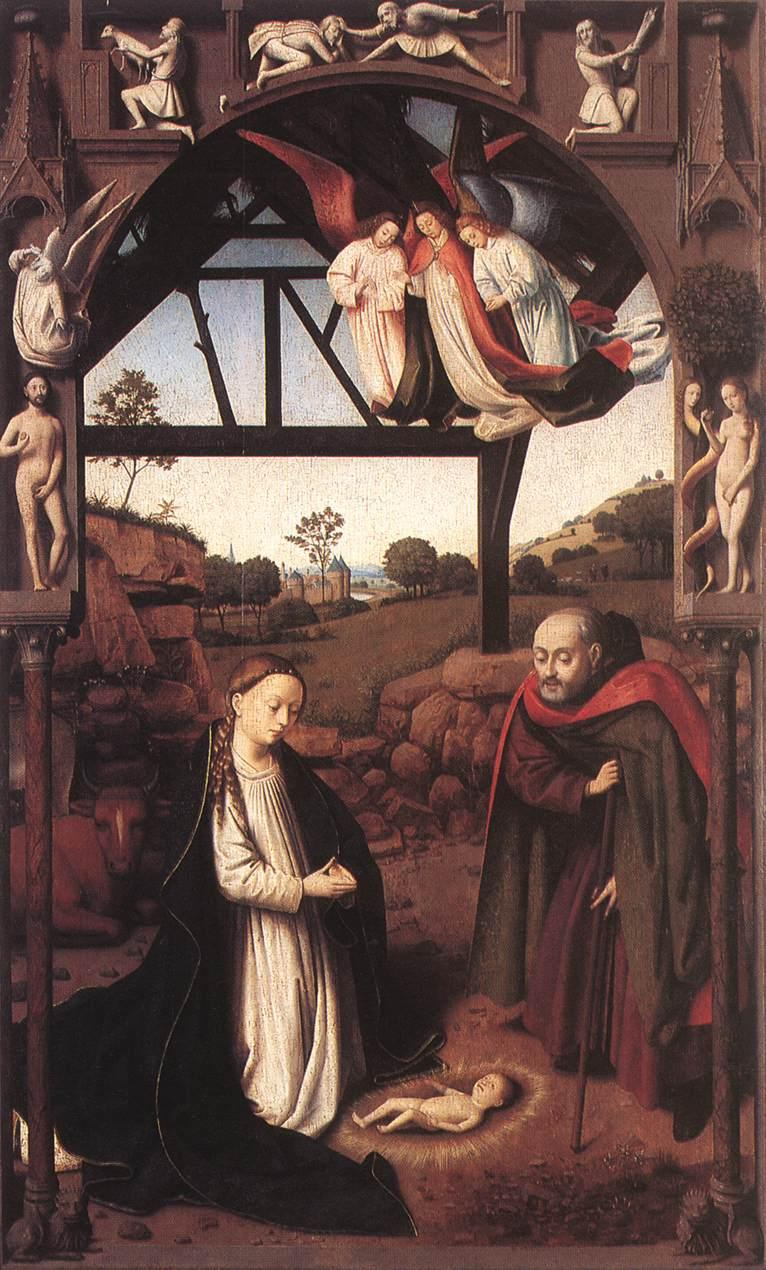
Versão anterior da Natividade de Christus, em exposição no Museu Groeninge em Bruges, assinada e datada em 1452.

A datação da Natividade tem sido alvo de debate há já muitos anos por historiadores e académicos. Estimativas apontam para o período compreendido entre meados de 1440 e meados de 1450, uma data próxima do início de carreira de Christus, por volta da data em que van der Weyden pintou o seu Altar de São João, c. 1455. De um modo geral, a data mais consensual situa-se em meados de 1450. Ainsworth aceita esta data para a Natividade, e também para a Sagrada Família de Christus, de Kansas City, um dos mais importantes trabalhos a ele atribuído, e acredita que esta última pintura pertence a um período mais tardio da sua vida, possivelmente meados de 1460. Evidências, tais como a data quando Christus entrou para a Confraria da Árvore Seca (c. início de 1460), sugerem que a obra se situa no final da sua carreira, tal como o Retrato de uma Jovem. Adicionalmente, a sua utilização da perspectiva e a assimilação das influências de van Eyck e van der Weyden sugerem uma data posterior. Para além disso, a suavidade facial das figuras do painel são típicas dos últimos trabalhos de Christus, sugerindo uma data de cerca de meados de 1450. Análises técnicas (indícios dendrocronológicos) apontam para uma data c. 1458, baseada no abate da árvore. Christus pintou mais duas versões da Natividade: uma em Bruges e outra em Berlim. A de Bruges tem data de 1452 — não se sabe se a data foi acrescentada por Christus ou se durante uma restauração — e as análises técnicas das pinceladas sugerem que é mais antiga que a Natividade de Washington.
O cálculo da data de execução da pintura tem por base a análise estilística e o grau da influência de van der Weyden. A estimativa apontada para a década de 1440 é baseada na ideia de que Christus foi buscar muitas influências a van der Weyden e a Bouts. Embora algumas das semelhanças sejam inegáveis, e possam ser atribuídas ao seguimento de um padrão, o nível de sofisticação observado em Natividade ultrapassa em muito os outros dois pintores, segundo Ainsworth. Ela escreve que Bouts e van der Weyden "apenas expandem a narrativa" na sua utilização das arcadas, enquanto que Christus apresenta uma forte relação de causa e efeito entre o pecado e a redenção. Estas inovações, muito provavelmente desenvolvidas no final da sua carreira, situam a data da pintura a partir de meados de 1450.
O esboço da pintura de Christus é visível através da análise com técnicas modernas, revelando o grupo principal de figuras e as linhas dos seus contornos nas dobras das roupas. As asas dos anjos à esquerda de Maria estão visíveis, mas as dos à direita não, provavelmente devido a uma camada de tinta aplicada posteriormente. No esboço, o vestido de Maria prolonga-se para a esquerda para além do anjo, mas, aparentemente, Christus terá alterado a sua ideia sobre esta escolha.
A pintura sofreu alguns danos: fracturas onde os três painéis de madeira se juntam; perda de tinta nas zonas com rachas; e descoloração dos vernizes. A maior área de perda de tinta situa-se no ombro de José. O vestido de Maria foi completamente restaurado e pintado por cima. Alguma perda de tinta é praticamente indetectável nas zonas à volta do seu cabelo. Em algumas áreas, as camadas de tinta e o esboço por baixo desta estão em boas condições.
A Natividade foi um dos 13 trabalhos expostos na exibição de 1994 do Metropolitan Museum of Art, designada por "Petrus Christus: Renaissance Master of Bruges" ("Petrus Christus: Mestre Renascentista de Bruges"). A pintura passou por um restauro profundo antes de ser exposta. Os técnicos retiraram a tinta aplicada depois da conclusão original da obra, provavelmente datada da sua proveniência espanhola, inclusive a patena de ouro no vestido de Maria, pigmento sob o Menino Jesus e os halos sobre Maria e Jesus. Em 1916, Friedländer questionou a presença deles nas pinturas de Christus, raramente observadas nas obras flamengas do período. Quando foram analisados com mais cuidado, concluiu-se que haviam sido acrescentados mais tarde e, antes das exposições, foram removidos de várias pinturas, incluindo o  Retrato de um Cartuxo.

## Proveniência
A pintura encontra-se, actualmente, na Galeria Nacional de Arte em Washington, D.C., graças ao empresário de Pittsburgh Andrew W. Mellon, em finais dos anos 1930. Foi uma das 126 pinturas da sua colecção pessoal que foi doada à galeria, sendo colocada em exposição em Março de 1941 — três anos depois da sua morte.
O painel de Christus pertenceu à Señora O. Yturbe de Madrid, que o vendeu em 1930 a Franz M. Zatzenstein, fundador da Galeria Matthiesen, em Berlim. Em Abril desse mesmo ano, os irmãos Joseph e Henry Duveen, menos afectados pelo crash da bolsa de Wall Street em 1929 do que outros negociadores, pagaram 30 000 libras a Zatzenstein, em dinheiro, pela pintura, e venderam-na de imediato a Mellon. Era habitual que um negociador de arte passasse pelo demorado processo de enviar fotografias de uma pintura através de um navio transatlântico a um comprador norte-americano, e depois tivesse que esperar por uma resposta; a transacção da Natividade foi uma excepção pois foi a primeira pintura cuja fotografia foi enviada por cabo Marconi desde a Inglaterra para os Estados Unidos. Para evitar o pagamento das taxas de exportação devidas se a pintura fosse enviada directamente para Nova Iorque, os irmãos Duveen decidiram seguir um circuito alternativo — desde Madrid para a Alemanha, seguindo para Paris e depois para os Estados Unidos. Em 1936, foi adquirida pelo  A.W. Mellon Educational and Charitable Trust, e doado à  Galeria Nacional de Arte um ano mais tarde.
Dada a sua dimensão e orientação, é provável que o painel tivesse sido realizado como peça única, mas pode ter sido concebido como uma das partes laterais de um retábulo tríptico. Quem contratou a sua elaboração, ou como é que a pintura ficou na posse de um cidadão espanhol, são factos desconhecidos. Pelo menos cerca de metade dos patronos conhecidos de Christus eram italianos ou espanhóis, e ele mudava o seu estilo para se adaptar ao gosto e desejo de cada um. Cerca de oito das suas pinturas — apenas 25 sobreviveram — têm proveniência italiana ou espanhola, sugerindo que Christus passou algum tempo nestes países. No entanto, a existência de um mercado de exportação próspero nos primórdios das pinturas flamengas em painéis sugere que a Natividade poderá ter sido pintada em Bruges e transportada, posteriormente, para os países mais a sul.